# Clodia sublineata
Clodia sublineata är en skalbaggsart som beskrevs av Francis Polkinghorne Pascoe 1864. Clodia sublineata ingår i släktet Clodia och familjen långhorningar. Inga underarter finns listade i Catalogue of Life.